# Niederweiler (Hunsrück)
Niederweiler település Németországban, Rajna-vidék-Pfalz tartományban. Lakosainak száma 403 fő (2023. december 31.). Niederweiler Dill és Sohren községekkel határos.

## Népesség
A település népességének változása:
| Lakosok száma | 374  | 409  | 397  | 395  | 397  | 403  |
|               | 1975 | 2017 | 2019 | 2021 | 2022 | 2023 |